# Partida Imortal de Kasparov
A Partida Imortal de Kasparov foi uma partida de xadrez disputada entre Garry Kasparov e Veselin Topalov no dia 20 de janeiro de 1999 pelo 4º round da categoria 18 (ELO 2678 ou maior) do 61st Hoogovens Tournament, Wijk aan Zee 1999. Kasparov venceu a partida a partir de um sacrifício brilhante do lance 24. A abertura usada foi a Defesa Pirc (ECO B07). Kasparov classificou o jogo como "maravilhoso". 